# كأس كرواتيا 2000–01
كأس كرواتيا 2000–01 (بالكرواتية: Hrvatski nogometni kup 2000./01.)‏ هو الموسم 10 من كأس كرواتيا. أقيم خلال الفترة 13 أغسطس 2000 وحتى 23 مايو 2001، وأشرف على تنظيمه اتحاد كرواتيا لكرة القدم، وكان عدد الأندية المشاركة فيه 48، وفاز فيه نادي دينامو زغرب.